# Colorimétrie vestimentaire
 (juillet 2024).
La mise en forme du texte ne suit pas les recommandations de Wikipédia : il faut le « wikifier ».
Les points d'amélioration suivants sont les cas les plus fréquents :
- Les titres sont pré-formatés par le logiciel. Ils ne sont ni en capitales, ni en gras.
- Le texte ne doit pas être écrit en capitales (les noms de famille non plus), ni en gras, ni en italique, ni en « petit »…
- Le gras n'est utilisé que pour surligner le titre de l'article dans l'introduction, une seule fois.
- L'italique est rarement utilisé : mots en langue étrangère, titres d'œuvres, noms de bateaux, etc.
- Les citations ne sont pas en italique mais en corps de texte normal. Elles sont entourées par des guillemets français : « et ».
- Les listes à puces sont à éviter, des paragraphes rédigés étant largement préférés. Les tableaux sont à réserver à la présentation de données structurées (résultats, etc.).
- Les appels de note de bas de page (petits chiffres en exposant, introduits par l'outil «  Source ») sont à placer entre la fin de phrase et le point final[comme ça].
- Les liens internes (vers d'autres articles de Wikipédia) sont à choisir avec parcimonie. Créez des liens vers des articles approfondissant le sujet. Les termes génériques sans rapport avec le sujet sont à éviter, ainsi que les répétitions de liens vers un même terme.
- Les liens externes sont à placer uniquement dans une section « Liens externes », à la fin de l'article. Ces liens sont à choisir avec parcimonie suivant les règles définies. Si un lien sert de source à l'article, son insertion dans le texte est à faire par les notes de bas de page.
- La présentation des références doit suivre les conventions bibliographiques. Il est recommandé d'utiliser les modèles {{Ouvrage}}, {{Chapitre}}, {{Article}}, {{Lien web}} et/ou {{Bibliographie}}. Le mode d'édition visuel peut mettre en forme automatiquement les références.
- Insérer une infobox (cadre d'informations à droite) n'est pas obligatoire pour parachever la mise en page.

Pour une aide détaillée, merci de consulter Aide:Wikification.
Si vous pensez que ces points ont été résolus, vous pouvez retirer ce bandeau et améliorer la mise en forme d'un autre article.
 (juillet 2024).

La colorimétrie vestimentaire (ou analyse couleur personnelle) est un concept de mode utilisé dans le conseil en image.
Le terme français, "colorimétrie" (vestimentaire) est à distinguer de la colorimétrie (science) et est plus rarement appelé "analyse couleur personnelle", qui traduit plus fidèlement le terme originel anglais "color analysis" ou "personal color analysis".
La colorimétrie vestimentaire concerne l’analyse des couleurs en relation avec les choix vestimentaires. Son objectif principal est de déterminer quelles couleurs sont les plus flatteuses pour une personne en fonction de ses caractéristiques naturelles, telles que la couleur de la peau, des cheveux et des yeux. Cette analyse aide à mettre en valeur l’apparence individuelle en sélectionnant une palette de couleurs qui s'harmonise avec les traits personnels.

## Historique
L’origine de la colorimétrie vestimentaire remonte aux années 1980 avec Suzanne Caygill notamment, couturière, qui a formé d'autres conseillères en image dont Carole Jackson et rédigé l'ouvrage Color, the essence of you. Carole Jackson a largement popularisé le concept de l’analyse des couleurs en divisant les palettes de couleurs en quatre saisons : printemps, été, automne et hiver,. Chaque saison correspond à une combinaison spécifique de teintes chaudes ou froides et de niveaux de clarté et de saturation.

## Principe
Le fonctionnement de la colorimétrie vestimentaire repose sur des principes scientifiques liés à la perception des couleurs et à l’impact psychologique des couleurs sur l’apparence humaine. Les experts en colorimétrie utilisent des méthodes d’analyse telles que le drapage de tissus colorés autour du visage d’une personne pour observer les interactions entre les couleurs et les caractéristiques naturelles de cette personne. Cette technique permet d’identifier les couleurs qui illuminent le teint, font ressortir les yeux et harmonisent l’apparence générale.
Le principe repose sur les dimensions de la couleur telles que la température (chaud ou froid), la valeur (clair ou foncé) et la saturation (vif ou doux), permettant ainsi une analyse plus approfondie et précise des couleurs appropriées pour chaque individu.

## Méthodologies et courants
La colorimétrie vestimentaire a évolué au fil du temps avec l’émergence de différentes méthodologies et courants. Outre la classification saisonnière initiale de Carole Jackson, d’autres systèmes plus complexes ont été développés, intégrant des sous-catégories et des analyses plus détaillées. Par exemple, certains experts utilisent une palette de 12 ou même 16 types de couleurs pour offrir une analyse plus nuancée et personnalisée. Aujourd'hui, il est possible de se faire analyser en personne ou en ligne.

## Importance et applications
La colorimétrie vestimentaire est largement utilisée dans les domaines de la mode, du stylisme personnel et du conseil en image. Elle aide les individus à faire des choix vestimentaires plus éclairés et à développer une garde-robe cohérente qui accentue leur beauté naturelle. De plus, la colorimétrie vestimentaire peut avoir un impact positif sur la confiance en soi et l’image personnelle, en permettant aux gens de se sentir plus à l’aise et assurés dans leurs choix de tenues.
En somme, la colorimétrie vestimentaire est une discipline qui allie science et esthétique pour aider les individus à choisir les couleurs qui leur conviennent le mieux, en harmonie avec leurs caractéristiques naturelles.